# Yolet
Yolet è un comune francese di 615 abitanti situato nel dipartimento del Cantal nella regione dell'Alvernia-Rodano-Alpi.
Diede i natali al politico Jean-Baptiste Carrier.

## Società

### Evoluzione demografica
Abitanti censiti